# Stas Pokatilov
Stas Pokatilov (cyrilicí Стас Александрович Покатилов, Stas Alexandrovič Pokatilov; * 8. prosince 1992, Uralsk, Kazachstán) je kazašský fotbalový brankář a reprezentant, momentálně hráč klubu FK Aktobe.

## Klubová kariéra
Odchovanec FK Akžajyk, v létě 2013 přestoupil do Šachteru Karagandy.